# بلاژیم (ناحیه لوونی)
بلاژیم (به چکی: Blažim) یک منطقهٔ مسکونی در جمهوری چک است که در ناحیه لوونی واقع شده‌است. بلاژیم ۹٫۶۳ کیلومتر مربع مساحت و ۲۴۷ نفر جمعیت دارد و ۲۶۱ متر بالاتر از سطح دریا واقع شده‌است.